# Zasada Potta
Zasada Potta – algorytm postępowania medycznego (zarówno pomocy przedlekarskiej, jak i lekarskiej), dotyczący zasad unieruchamiania kończyn w przypadku podejrzenia lub złamania, skręcenia i zwichnięcia. 
W przypadku złamania kości długiej należy zastosować unieruchomienie (na przykład opatrunek gipsowy) obejmujące złamaną kość oraz dwa sąsiadujące stawy. Na przykład w przypadku złamania kości łokciowej unieruchomienie musi obejmować kość łokciową, staw nadgarstkowy oraz staw łokciowy.
W przypadku złamania w obrębie stawu unieruchomienie musi obejmować staw oraz wszystkie kości które go tworzą. Np. w przypadku złamania w obrębie stawu łokciowego należy unieruchomić staw łokciowy, kości przedramienia (kość łokciową i kość promieniową) oraz kość ramienną.
Postępowanie zgodnie z zasadami Potta ma na celu:
- zmniejszenie bólu;
- zmniejszenie obrzęku;
- minimalizację ryzyka potencjalnego uszkodzenie pęczka naczyniowo-nerwowego;
- zmniejszenie ryzyka przebicia skóry przez odłamy kostne i spowodowania powikłań pod postacią złamania otwartego.

Zasady dotyczące zaopatrywania złamań zostały po raz pierwszy podane przez angielskiego ortopedę Percivala Potta, który w 1765 opublikował je w Fractures and Dislocations. Zasada Potta nie dotyczy kości udowej, ze względu na przebieg tętnicy udowej. W przypadku złamania kości udowej należy unieruchomić całą kończynę.